# Бог Отац
Бог Отац (грч. Θεός Πατήρ, лат. Deus Pater), у хришћанству, прво је лице Свете Тројице, односно прва од три хипостазе Бога. Он је сведржитељ, творац неба и земље и свега видљивог и невидљивог. Бог Отац је начело јединства Свете Тројице.
Догма о Богу Оцу је забиљежена у првом члану Никејског симбола вјере:
Вјерујем у једнога Бога Оца, Сведржитеља, Творца неба и земље и свега видљивог и невидљивог.
Теолошка дисциплина која се бави проучавањем Бога Оца као прве ипостаси Свете Тројице назива се патерологија или патриологија. Патерологију, односно патриологију не би требало мешати са патрологијом, односно патристиком.

## Света Тројица
Хришћанска догматика учи да Отац од вјечности рађа Сина и исходи Светог духа. Отац је узрок у Тројици, што никако не значи да је постојао прије двојице. Истинско постојање Оца јесте једино као Оца Сину и Оца Духу. Црква вјерује у једног Бога (у једну суштину), који је у трима савршеним ипостасима (трима савршеним лицима).
Отац није неки други бог у односу на Сина, који се рађа од Оца, и на Светог духа који из њега исходи. Дакле, сва три лица — Отац, Син и Свети дух — у Светој Тројици имају једну исту суштину, па православна теологија поставља јединство и тројичност Божју на исти ниво. Разлика међу божанским лицима (ипостасима) заснива се само на разлици њихових личних својстава.

## Лично својство
Сваки од три ипостаса Бога има своје лично својство.
Својство Оца јесте нерођеност. Отац је извор (тројичних односа) из којег ипостаси добијају свој одређени карактер. Он је, као прва ипостас у Светој Тројици, по свом личном својству беспочетан, безузрочан, нестворен, нерођен, несаздан, он је Бог сам од себе, док Син и Свети Дух произлазе беспочетно и вјечно од Оца — јединство Свете Тројице одржава монархија Оца.